# 城市青年商會
城市青年商會 (香港)（英語：Junior Chamber International City, Hong Kong）為國際青年商會香港總會屬下二十一個分會之第十三個分會，為一個國際性非牟利的領䄂培訓組織，是一個以中文為法定語言的全男會，以培訓「青年領䄂」為首要目的。
城市青年商會跟隨國際青年商會的四大發展範疇，包括個人發展、社會發展、國際發展及商務發展，會員透過不同類型的工作計劃，例如「兒童飛龍大使選舉」、「創意創業大賞」等，在參與的過程中達致多方面發展。

## 外部連結
- 城市青年商會 (香港) 官網（页面存档备份，存于）
- 城市青年商會 (香港)（页面存档备份，存于） 的Facebook專頁